# Biskupi opolscy
Biskupi opolscy – biskupi diecezjalni i biskupi pomocniczy diecezji opolskiej, a także administratorzy apostolscy i biskupi pomocniczy Administracji Apostolskiej Śląska Opolskiego ze stolicą w Opolu (do 1972).

## Biskupi

### Biskupi diecezjalni
| Lata urzędowania | Biskup | Biskup         | Uwagi |
| ---------------- | ------ | -------------- | --- |
|                  |        | Franciszek Jop | delegat Prymasa Polski w latach 1956–1967, administrator apostolski w latach 1967–1972, następnie biskup diecezjalny opolski |
| 1972–1976        |        | Franciszek Jop | |
| 1977–2009        |        | Alfons Nossol  | arcybiskup ad personam od 1999                                                                                               |
| od 2009          |        | Andrzej Czaja  | |

### Biskupi pomocniczy
| Lata urzędowania | Biskup | Biskup            | Uwagi                                            |
| ---------------- | ------ | ----------------- | ------------------------------------------------ |
| 1959–1984        |        | Wacław Wycisk     | do 1967 formalnie biskup pomocniczy gnieźnieński |
| 1959–1968        |        | Henryk Grzondziel | do 1967 formalnie biskup pomocniczy gnieźnieński |
| 1970–1989        |        | Antoni Adamiuk    |                                                  |
| 1981–1992        |        | Jan Wieczorek     | następnie biskup diecezjalny gliwicki            |
| 1985–2009        |        | Jan Bagiński      |                                                  |
| 1985–1992        |        | Gerard Kusz       | następnie biskup pomocniczy gliwicki             |
| 1993–2011        |        | Jan Kopiec        | następnie biskup diecezjalny gliwicki            |
| 2003–2022        |        | Paweł Stobrawa    |                                                  |
| od 2014          |        | Rudolf Pierskała  |                                                  |
| od 2022          |        | Waldemar Musioł   |                                                  |